# Angamuco
Angamuco is de naam die gegeven is aan een nederzetting van de Purépechacultuur, die in 2007 is ontdekt in het bekken van het Pátzcuaromeer in Michoacán in Mexico. Tegenwoordig zijn de ruïnes onder vegetatie verborgen, maar in 2012 konden archeoloog Christopher Fisher en zijn team met LiDAR technologie ongeveer 40.000 gebouwen ontdekken in een gebied van ca. 25 km². Volgens Fisher werd de nederzetting rond 900 n.Chr. gesticht en was haar bloeitijd van ca. 1000 - 1350 n.Chr. met een bevolkingsaantal van meer dan 100.000 bewoners. Daarmee zou Angamuco in die tijd de dichtstbevolkte stad in West-Mexico zijn geweest, met een groter gebiedsoppervlak dan Tzintzuntzan, de hoofdstad van de Purépecha.
Er zijn balspeelplaatsen, tuinen, tempels en wegen ontdekt en, wat ongebruikelijk is, piramiden en open pleinen geconcentreerd in acht zones buiten het centrum.